# 劉沁薇
劉沁薇（1974年10月15日—），印尼語名：，印尼前女子羽球運動員，主要參加單打比賽。 
劉沁薇在1995年贏得俄羅斯羽球公開賽，並在1999年贏得印尼羽球公開賽。她是贏得1996年優霸盃的印尼女隊成員之一。該隊還在2000年進入半決賽，獲得第三名。劉沁薇參加了2000年雪梨奧運會羽球比賽女子單打項目，並止於第三輪。